# Carmen Argenziano
Carmen Argenziano, född 27 oktober 1943 i Sharon i Mercer County, Pennsylvania, död 10 februari 2019 i Los Angeles, var en amerikansk skådespelare.
Han medverkade i över 50 filmer och omkring 100 avsnitt av TV-filmer eller TV-serier. Han är främst känd i rollen som Jacob Carter i Stargate SG-1. Han medverkade även i TV-serier som Booker, Lagens änglar, Melrose Place och The Young and the Restless. 
Carmen Argenziano hade även mindre roller i Gudfadern del II och Anklagad.

## Uppväxt och familj
Argenziano föddes i Sharon i Pennsylvania, och växte upp i Sharpsville. Hans föräldrar restaurangägaren Joseph Guy Argenziano och Elizabeth Stella, född Falvo, var av italiensk härkomst.
Carmen Argenziano var gift och hade två söner.

## Karriär
Carmen Argenzianos mest kända roll är som Jacob Carter i Stargate SG-1. Han var medlem av Actors Studio. Han belönades med Los Angeles Drama Critics' Circle Award 1982 för rollen som Jack Delasante i Thomas Babes  pjäs A Prayer for My Daughter.

## Filmografi

### Film
| År   | Titel                                             | Roll                         | Noter    |
| ---- | ------------------------------------------------- | ---------------------------- | -------- |
| 1970 | Cover Me Babe                                     | Student #2                   |          |
| 1971 | Straffparken                                      | Jay Kaufman                  |          |
| 1971 | The Jesus Trip                                    | Pinole                       |          |
| 1972 | Night of the Cobra Woman                          |                              |          |
| 1972 | Rio Tigre                                         |                              |          |
| 1972 | The Hot Box                                       | Flavio                       |          |
| 1972 | Grave of the Vampire                              | Sam                          |          |
| 1972 | Hit Man                                           | Hueys partner                |          |
| 1972 | Den våldsamma jakten                              | Second Hawk                  |          |
| 1973 | Kåken                                             | Mindre roll                  |          |
| 1974 | Caged Heat                                        | Undercoverbrottare           |          |
| 1974 | Gudfadern del II                                  |                              |          |
| 1975 | Capone                                            | Jack McGurn                  |          |
| 1975 | Hajarna - benknäckarna                            |                              |          |
| 1975 | Crazy Mama                                        | Butiksföreståndare           |          |
| 1976 | Våldskrossarna                                    | Brian Seldon                 |          |
| 1976 | En prickskytt i mängden                           | The S.W.A.T. Team - Jennings |          |
| 1978 | Death Force                                       | Morelli                      |          |
| 1978 | The Boss' Son                                     | Ken                          |          |
| 1979 | When a Stranger Calls                             | Dr. Mandrakis                |          |
| 1981 | Dödens bana                                       | Halliday                     |          |
| 1981 | Hjärntvätt                                        | Tony Annese                  |          |
| 1983 | Sudden Impact                                     | D'Ambrosia                   |          |
| 1984 | Hjärtats parasiter                                | Ron Bell                     |          |
| 1985 | Trassel i natten                                  | Stan                         |          |
| 1985 | Starchaser: The Legend of Orin                    | Dagg Dibrimi                 | Röstroll |
| 1985 | Naked Vengeance                                   | Det. Russo                   |          |
| 1986 | Dangerously Close                                 | Molly                        |          |
| 1987 | Under Cover                                       | Lt. James Leonard            |          |
| 1988 | Vinna eller försvinna                             | Rektor Molina                |          |
| 1988 | Två systrar för mycket                            | Styrelsemedlem               |          |
| 1988 | Remo Williams: The Prophecy                       | Tony                         |          |
| 1988 | Anklagad                                          | D.A. Paul Rudolph            |          |
| 1988 | Red Scorpion                                      | Col. Zayas                   |          |
| 1990 | Pentagrammorden                                   | Lieutenant Grimes            |          |
| 1992 | Rompecorazones                                    | Ron Ball                     |          |
| 1992 | Förbjudet begär                                   | Jerome Lurie                 |          |
| 1994 | Rave Review                                       | Abe Weinstein                |          |
| 1994 | Falsk trygghet                                    | Lt. Stein                    |          |
| 1994 | Don Juan DeMarco                                  | Don Alfonzo                  |          |
| 1995 | The Tie That Binds                                | Phil Hawkes                  |          |
| 1996 | Broken Arrow                                      | General Boone                |          |
| 1998 | A Murder of Crows                                 | Judge Wiley Banning          |          |
| 1999 | Blue Streak                                       | Captain Penelli              |          |
| 1999 | Warm Blooded Killers                              | Vince Morehouse              |          |
| 2000 | Gone in 60 Seconds                                | Detective Mayhew             |          |
| 2000 | A Better Way to Die                               | Carlos                       |          |
| 2000 | The Cactus Kid                                    | Addison                      |          |
| 2001 | Swordfish                                         | Agent #1                     |          |
| 2002 | Dancing at the Harvest Moon                       | Warren Lucas                 |          |
| 2003 | Identity                                          | Försvarsadvokat              |          |
| 2005 | What's Up, Scarlet?                               | Mr. Maggiami                 |          |
| 2005 | Angels with Angles                                | Rico                         |          |
| 2009 | Änglar och demoner                                | Fader Silvano Bentivoglio    |          |
| 2009 | Street Boss                                       | Tony Pro                     |          |
| 2011 | Omerta                                            | Sal                          |          |
| 2011 | Amber Lake                                        | Patrick Thomas               |          |
| 2013 | Sunny and RayRay                                  | Carmen                       |          |
| 2013 | Duke                                              | Lt. Brannigan                |          |
| 2014 | The Single Moms Club                              | Ollie                        |          |
| 2015 | Don Quixote: The Ingenious Gentleman of La Mancha | Don Quixote                  |          |
| 2015 | Sharkskin                                         | Jakie Hooks                  |          |
| 2016 | Mafiosa                                           | Sebastian Lombardo           |          |
| 2016 | A Winter Rose                                     | Joe                          |          |
| 2017 | The Labyrinth                                     | Vincent                      |          |
| 2017 | The Institute                                     | Apotekare                    |          |
| 2017 | Actors Anonymous                                  | Mr. Smithson                 |          |
| 2017 | Empire of the Heart                               |                              |          |
| 2017 | The Mad Whale                                     | Dr. Withers                  |          |
| 2017 | Singularity                                       | Damien Walsh                 |          |
| 2018 | Future World                                      | Grandfather                  |          |
| 2018 | Duke                                              | Lt. Brannigan                |          |

### TV
| År        | Titel                                             | Roll                             | Noter      |
| --------- | ------------------------------------------------- | -------------------------------- | ---------- |
| 1975      | Columbo                                           | Obducent Anderson                | 1 avsnitt  |
| 1976      | Once an Eagle                                     | Adam Brand                       | 1 avsnitt  |
| 1978      | The Bionic Woman                                  | King Kusari                      | 1 avsnitt  |
| 1979      | CHiPs                                             | Officer Borlov                   | 1 avsnitt  |
| 1983      | Quarterback Princess                              | Ed Ainsworth                     | TV-film    |
| 1983      | T.J. Hooker                                       | Det. Chuck Tyler                 | 1 avsnitt  |
| 1984      | Buffalo Bill                                      |                                  | 1 avsnitt  |
| 1984      | Skål                                              | Marvin                           | 1 avsnitt  |
| 1984      | Spanarna på Hill Street                           | Leon DeGaulle                    | 1 avsnitt  |
| 1984      | The A-Team                                        | Colonel Sanchez                  | 1 avsnitt  |
| 1986      | Cagney & Lacey                                    | Ronelli                          | 1 avsnitt  |
| 1986      | Between Two Women                                 | Robert Walker                    | TV-film    |
| 1986–1992 | L.A. Law                                          | Advokat Neil Robertson           | 5 avsnitt  |
| 1989–1990 | Booker                                            | Chick Sterling                   | 22 avsnitt |
| 1991      | Knight Rider 2000                                 | Russell Maddock / K.I.F.T.       | TV-film    |
| 1992–1994 | Melrose Place                                     | Dr. Stanley Levin                | 8 avsnitt  |
| 1992      | A Thousand Heroes                                 | First Officer William R. Records | TV-film    |
| 1993      | Triumph Over Disaster: The Hurricane Andrew Story | Ed Lopez                         | TV-film    |
| 1994–1997 | Walker Texas Ranger                               | George Vickers / Paco Cruz       | 2 avsnitt  |
| 1995      | Babylon 5                                         | Urza Jaddo                       | 1 avsnitt  |
| 1996      | Andersonville                                     | Hopkins                          | TV-film    |
| 1997      | På heder och samvete                              | Colonel Matthew O'Hara           | 1 avsnitt  |
| 1998      | Chicago Hope                                      | Donald Malloy                    | 1 avsnitt  |
| 1998–2005 | Stargate SG-1                                     | Selmak / General Jacob Carter    | 25 avsnitt |
| 1999      | Ally McBeal                                       | Harry Wah                        | 1 avsnitt  |
| 2002      | Vita huset                                        | Leonard Wallace                  | 1 avsnitt  |
| 2003      | 24                                                | General Gratz                    | 1 avsnitt  |
| 2006–2008 | CSI: NY                                           | Insp. Stanton Gerrard            | 6 avsnitt  |
| 2007      | House                                             | Henry Dobson                     | 3 avsnitt  |
| 2009      | Meteor                                            | Commander Murphy                 | 2 avsnitt  |
| 2009      | Criminal Minds                                    | Fader Paul Silvano               | 1 avsnitt  |
| 2010      | Castle                                            | Mario Rivera                     | 1 avsnitt  |
| 2011      | Death Interrupted                                 | Sankt Peter                      | TV-film    |
| 2014      | Hawaii Five-0                                     | Albert Bagosa                    | 1 avsnitt  |